# 威尔弗雷德·巴德利
威尔弗雷德·巴德利（英語：Wilfred Baddeley，1872年1月11日—1929年1月24日），生于英格兰布罗姆利，英国男子网球运动员。他曾获得温布尔登网球锦标赛男子单打冠军、男子双打冠军。

## 家庭
孪生兄弟赫伯特·巴德利。